# Lardarius Webb
Lardarius Webb, detto L-Dubbs (Opelika, 12 ottobre 1985), è un ex giocatore di football americano statunitense che ha giocato nel ruolo di cornerback per tutta la carriera nei Baltimore Ravens della National Football League (NFL). Fu scelto nel corso del terzo giro (88º assoluto) del Draft NFL 2009 dai Ravens. Al college ha giocato a football alla Nicholls State University.

## Carriera professionistica

### Baltimore Ravens

#### 2009
Webb fu scelto nel terzo giro del Draft 2009 dai Ravens. Dopo essere diventato il kick returner titolare nella settimana 5, Webb ritornò il kickoff di apertura del terzo quarto per 95 yard in touchdown nella settimana 8 contro i Denver Broncos. Nella vittoria della settimana 15 contro i Chicago Bears, Webb si ruppe il legamento crociato anteriore perdendo il resto della stagione. Malgrado fosse diventato titolare solo a metà stagione, Webb si impose subito come uno dei migliori cornerback della squadra anche grazie alla sua abilità nei placcaggi. La sua stagione terminò con 35 tackle (32 solitari), 1 sack e 6 passaggi deviati.

#### 2010
L'8 novembre 2010, Webb fece registrare il primo intercetto in carriera ai danni del quarterback dei Miami Dolphins Chad Henne che ritornò per 32 yard. Webb terminò la stagione con 54 tackle (47 solitari), 9 passaggi deviati e 2 intercetti. Inoltre ritornò 21 punt per 199 yard.

#### 2011
All'inizio del 2011, gli infortuni spineso Webb nella formazione titolare, dove si impose come il miglior cornerback della squadra. Webb mise a segno 5 intercetti nella stagione regolare, ritornandone uno per 73 yard contro i New York Jets, diventando l'unico quarterback della squadra a non concedere alcun touchdown mentre si trovava in campo. Il 4 dicembre 2011, Webb ritornò un punt per 68 yard in touchdown contro i Cleveland Browns, il primo della carriera per Webb e il primo per i Ravens dal 2007. La sua stagione terminò col quarto posto della squadra per tackle con 68 e primo negli intercetti. Webb mise a segno un altro sack e tre intercetti nei playoff.

#### 2012
Prima dell'inizio della stagione, Webb firmò un nuovo contratto di sei anni del valore di 50 milioni di dollari coi Ravens.
Webb iniziò bene la stagione finché non si ruppe il legamento crociato anteriore nella settimana 6 contro i Dallas Cowboys, terminando l'annata con 25 tackle (24 solitari), un intercetto e un fumble forzato. Il 16 ottobre 2012 fu inserito ufficialmente in lista infortunati.

#### 2013
Il primo intercetto della stagione 2013, Webb lo fece registrare nella vittoria della settimana 10 sui Cincinnati Bengals. Il secondo fu il 29 dicembre 2013 nuovamente contro i Benglans. Il suo 2013 terminò con 63 tackle, 22 passaggi deviati e 2 intercetti.

#### 2014
L'unico intercetto della stagione 2014, Webb lo fece registrare nell'ultimo turno su Connor Shaw, nella gara vinta sui Cleveland Browns che permise ai Ravens di centrare l'ultimo posto disponibile per i playoff.

## Palmarès
- Super Bowl : 1

Baltimore Ravens: Super Bowl XLVII
- American Football Conference Championship: 1

Baltimore Ravens: 2012

## Statistiche
| Partite totali      | 67  |
| Partite da titolare | 41  |
| Tackle              | 255 |
| Sack                | 2,0 |
| Intercetti          | 10  |
| Touchdown           | 1   |
| Fumble forzati      | 2   |

Statistiche aggiornate alla stagione 2013